# Симеон Тверски
Епископ Симеон Тверски († 3. фебруара 1289) је православни светитељ, епископ Руске православне цркве, први епископ Тверски, раније епископ полоцки.
Православна црква га помиње 3 (16) фебруара, као и у Сабору белоруских и тверских светитеља.

## Биографија
Потицао је, према неким записима, из породице полочких кнезова.
До 1271. године био је епископ полоцки.
Немири и размирице литванских кнежева, убиство Полоцког кнеза, његовог нећака, 1263. године, приморали су га да се из Полоцка пресели у Твер, који је припадао истој епархији. Радосно га је примио кнез Јарослав Јарославич, који је епископа Симеона обдарио многим поседима и земљама. Када је кнез Јарослав умро, Симеон је часно сахранио свог добротвора.
Никонов летопис говори да је овај светитељ „веома умни и јак у књигама Божанског Писма, поучавајући, врлински, саосећајан за сиромахе и сирочад и удовице, и за увређене се залаже, и силоване избавља„.
Он је неустрашиво осуђивао моћне овога света када је то било потребно: „Утеши тужне, избави слабе из руку јаких. Дајеш и помажеш онима који већ имају много злата и сребра, а не онима који немају ни паре. Ти си као кишни облак који пушта воду преко мора, али не и над жедном земљом. Богати вређају слабе, а они вам долазе као добри браниоци; а сиромашне дајете у ропство, а богате на све могуће начине подстичете и великодушно их обдарујете“.
Епископ Симеон је такође уложио много труда и ревности у подизање цркава Божијих, посебно после два пожара која су се догодила у Тверу.
Познато је „Упутство Тверског епископа Симеона“ полочком кнезу Константину, које се налази у „Праведној мери“ 15. века.
Полоцки кнез Константин, желећи да се насмеје свом тиуну (судији), упита светитеља за вечером: „Где ће тиуни бити на оном свету? Симеон је одговорио: „Тиун ће бити на истом месту као и кнез“. Кнезу се то није допало, па је рекао: „Тиун неправедно суди, прима мито, мучи људе, а шта ја лоше радим?“ Епископ му је објаснио: „Ако је кнез љубазан и богобојажљив, смилује се на људе, воли истину и постави тиуна – доброг и богобојажљивог човека, умног и истинољубивог, тада ће кнез бити у рај и његов тиун биће с њим. Ако кнез, без страха Божијег, не поштеди хришћане, не мисли на сирочад и удовице, и постави злог, неразумног судију, све док му обезбеди новац... онда ће кнез бити у паклу, и његов тиун са њим“.
Умро је мирно 3. фебруара 1289. године.
3. фебруара 2016. године, одлуком Архијерејског Сабора Руске Православне Цркве, канонизован је за општецрквено поштовање.